# Пескопагано
Пескопагано, Пескопаґано (італ. Pescopagano) — муніципалітет в Італії, у регіоні Базиліката, провінція Потенца.
Пескопагано розташоване на відстані близько 270 км на південний схід від Рима, 45 км на північний захід від Потенци.
Населення — 1957 осіб (2014).
Щорічний фестиваль відбувається 30 червня. Покровитель — San Francesco di Paola.

## Демографія
Населення за роками:

Станом на 1 січня 2023 року в муніципалітеті офіційно проживало 17 іноземців з 9 країн, серед них 9 громадян країн Євросоюзу.

## Сусідні муніципалітети
- Каїрано
- Калітрі
- Кастельгранде
- Кастельнуово-ді-Конца
- Конца-делла-Кампанія
- Лав'яно
- Рапоне
- Сант'Андреа-ді-Конца
- Сантоменна